# 20,000 Watt R.S.L.
Albums de Midnight Oil
Breathe
(1996) Redneck Wonderland
(1998)
20,000 Watt R.S.L. est la première compilation du groupe de rock australien Midnight Oil sortie le 12 octobre 1997.
Elle se place en tête des ventes en Australie où elle est certifiée quintuple disque de platine.
La compilation reprend des titres du groupe à partir du deuxième album, Head Injuries, sorti en 1979. Elle présente deux morceaux inédits, What Goes On et White Skin Black Heart qui seront inclus dans l'album Redneck Wonderland en 1998. White Skin Black Heart est commercialisé en single. What Goes On fait l'objet d'un single promotionnel, hors commerce. 
Un DVD intitulé 20,000 Watt R.S.L. The Midnight Oil Collection, présentant clips, interviews et extraits de concerts, sort simultanément.

## Liste des titres
| No  | Titre                  | Auteur                                                                    | Durée |
| --- | ---------------------- | ------------------------------------------------------------------------- | ----- |
| 1.  | What Goes On           | - Peter Garrett - Bones Hillman - Rob Hirst - Jim Moginie - Martin Rotsey | 2:56  |
| 2.  | Power and the Passion  | - Garrett - Hirst - Moginie                                               | 5:41  |
| 3.  | Dreamworld             | - Garrett - Hirst - Moginie                                               | 3:35  |
| 4.  | White Skin Black Heart | - Garrett - Hillman - Hirst - Moginie - Rotsey                            | 3:45  |
| 5.  | Kosciuszko             | - Hirst - Moginie                                                         | 4:42  |
| 6.  | The Dead Heart         | - Garrett - Hirst - Moginie                                               | 5:12  |
| 7.  | Blue Sky Mine          | - Garrett - Hillman - Hirst - Moginie - Rotsey                            | 4:20  |
| 8.  | US Forces              | - Garrett - Moginie                                                       | 4:08  |
| 9.  | Beds Are Burning       | - Garrett - Hirst - Moginie                                               | 4:18  |
| 10. | One Country            | - Garrett - Moginie                                                       | 5:54  |
| 11. | Best of Both Worlds    | - Hirst - Moginie                                                         | 4:05  |
| 12. | Truganini              | - Hirst - Moginie                                                         | 5:11  |
| 13. | King of the Mountain   | - Hirst - Moginie                                                         | 3:49  |
| 14. | Hercules               | - Garrett - Hirst - Moginie                                               | 4:31  |
| 15. | Surf's Up Tonight      | - Garrett - Hillman - Hirst - Moginie - Rotsey                            | 3:06  |
| 16. | Back on the Borderline | - Garrett - Hirst - Andrew James                                          | 3:10  |
| 17. | Don't Wanna Be the One | - Garrett - Hirst - Moginie - Rotsey                                      | 3:02  |
| 18. | Forgotten Years        | - Hirst - Moginie                                                         | 4:22  |

- Titres 1 et 4 prochainement extraits de l'album Redneck Wonderland qui parait l'année suivante
- Titres 2 et 8 extraits de 10, 9, 8, 7, 6, 5, 4, 3, 2, 1 (1982).
- Titres 3, 6, et 9 extraits de Diesel and Dust (1987).
- Titres 5 et 11 extraits de Red Sails in the Sunset (1984).
- Titres 7, 10, 13, et 18 extraits de Blue Sky Mining (1990).
- Titre 12 extrait de Earth and Sun and Moon (1993).
- Titre 14 extrait de Species Deceases (1985).
- Titre 15 extrait de Breathe (1996).
- Titre 16 extrait de Head Injuries (1979).
- Titre 17 extrait de Place without a Postcard (1981).

## Classements hebdomadaires et certifications
| Classement (1997)            | Meilleure place |
| ---------------------------- | --------------- |
| Allemagne (Media Control AG) | 78              |
| Australie (ARIA)             | 1               |
| France (IFOP)                | 3               |
| Nouvelle-Zélande (RIANZ)     | 18              |

| Pays             | Certifications | Unités certifiées |
| ---------------- | -------------- | ----------------- |
| Australie (ARIA) | 5 × Platine    | 350 000           |
| France (SNEP)    | Or             | 100 000           |